# Гоэйдо Готаро
Гоэйдо Готаро (яп. 豪栄道 豪太郎, настоящее имя Готаро Саваи, род. 6 апреля 1986, Неягава, Япония) — бывший японский профессиональный борец сумо. Высший ранг за карьеру — одзэки, присвоен ему 30 июля 2014 года.
В марте 2016 года Гоэйдо впервые одержал более десяти побед в звании Одзеки, при этом уже трижды побывав в кадобане. При этом он победил ёкодзун Какурю и Харумафудзи.
В сентябре 2016 года, снова находясь в кадобане, Гоэйдо сумел завоевать кубок Императора выиграв все свои схватки. Это первый случай в истории сумо, когда находящийся в кадобанэ одзэки, смог одержать победу в турнире результатом 15-0. Выиграв кубок Императора досрочно, на 14 день басё Гоэйдо сказал: «Я просто сфокусировался на борьбе настолько сильно, насколько я могу. Я очень счастлив. Было время, когда всё складывалось не в мою пользу, но я рад что я смог это преодолеть».
Выиграв 10 и более схваток за турнир как одзэки всего три раза, он уже 6 раз находился в кадобане. На сентябрьском турнире 2017 года, когда отсутствовали два из трех одзэки и три из четырёх ёкодзун, к 12 дню Гоэйдо имел результат 10-1, на две победы опережая ближайший преследователей, однако, проиграв две схватки, дал шанс ёкодзуне Харумафудзи, которому в финальный день турнира нужны была только победа в личной схватке с Гоэйдо, чтобы сравняться с ним. Харумафудзи победил в финальный день и в последующем плей-офф одержав таким образом победу в турнире. Гоэйдо стал вторым. Хотя он и не завоевал кубок, этот результат стал первым за карьеру Гоэйдо как одзэки, когда он стал вторым.
В декабре 2019 и январе 2020 года показал макэкоси (преобладание поражений над победами) и должен был потерять звание одзэки. После окончания январского турнира объявил об отставке и начале работы младшим тренером в школе Сакайгава по временной лицензии, которую он как одзэки имеет право использовать в течение трёх лет. Однако временная лицензия не понадобилась: практически сразу же стало известно, что Гоэйдо удалось приобрести лицензию ояката Такэкума.

## Результаты выступлений
| Год в сумо | Январь Хацу басё, Токио        | Март Хару басё, Осака      | Май Нацу басё, Токио        | Июль Нагоя басё, Нагоя   | Сентябрь Аки басё, Токио    | Ноябрь Кюсю басё, Фукуока  |
| --- | ------------------------------ | -------------------------- | --------------------------- | ------------------------ | --------------------------- | -------------------------- |
| 2005 | (Маэдзумо)                     | Дзёнокути #31 запада 7–0   | Дзёнидан #25 запада 6–1     | Сандаммэ #61 запада 7–0  | Макусита #37 запада 4–3     | Макусита #32 запада 7–0    |
| 2006 | Макусита #2 запада 3–4         | Макусита #5 запада 3–4     | Макусита #9 запада 4–3      | Макусита #7 запада 4–3   | Макусита #6 запада 7–0      | Дзюрё #11 запада 8–7       |
| 2007 | Дзюрё #10 запада 8–7           | Дзюрё #9 запада 11–4       | Дзюрё #3 востока 6–9        | Дзюрё #5 запада 12–3–P   | Маэгасира #14 запада 11–4 Д | Маэгасира #6 запада 8–7    |
| 2008 | Маэгасира #3 востока 5–10      | Маэгасира #8 востока 8–7   | Маэгасира #7 запада 8–7     | Маэгасира #4 запада 7–8  | Маэгасира #5 запада 10–5 Д  | Комусуби востока 5–10      |
| 2009 | Маэгасира #3 запада 10–5 Т     | Комусуби востока 9–6       | Сэкивакэ запада 6–9         | Маэгасира #1 запада 5–10 | Маэгасира #5 востока 10–5   | Комусуби запада 7–8        |
| 2010 | Маэгасира #2 востока 7–8 ★     | Маэгасира #3 востока 2–4–9 | Маэгасира #9 запада 9–6     | Дисквалиф.               | Дзюрё #1 востока 12–3       | Маэгасира #14 востока 12–3 |
| 2011 | Маэгасира #5 востока 11–4      | Отмена басё 0–0–15         | Маэгасира #1 востока 11–4 Т | Комусуби востока 5–10    | Маэгасира #5 запада 10–5    | Маэгасира #1 запада 7–8    |
| 2012 | Маэгасира #2 запада 6–9        | Маэгасира #6 запада 12–3 Д | Сэкивакэ запада 8–7 В       | Сэкивакэ востока 7–7–1   | Сэкивакэ запада 8–7         | Сэкивакэ запада 11–4 Т     |
| 2013 | Сэкивакэ востока 8–7           | Сэкивакэ востока 10–5      | Сэкивакэ востока 7–8        | Сэкивакэ запада 8–7      | Сэкивакэ запада 11–4 В      | Сэкивакэ востока 8–7       |
| 2014 | Сэкивакэ востока 8–7           | Сэкивакэ востока 12–3 В    | Сэкивакэ востока 8–7 В      | Сэкивакэ востока 12–3 В  | Одзэки запада 8–7           | Одзэки запада 5–10         |
| 2015 | Одзэки #2 запада 8–7           | Одзэки #2 запада 8–7       | Одзэки #2 запада 8–6–1      | Одзэки #1 запада 9–6     | Одзэки #2 востока 7–8       | Одзэки #2 запада 8–7       |
| 2016 | Одзэки #2 запада 4–11          | Одзэки #2 востока 12–3     | Одзэки #1 запада 9–6        | Одзэки #2 востока 7–8    | Одзэки #2 востока 15–0      | Одзэки #1 востока 9–6      |
| 2017 | Одзэки #1 запада 8–5–2         | Одзэки #1 востока 1–5–9    | Одзэки #1 запада 9–6        | Одзэки #1 запада 7–8     | Одзэки #1 запада 11–4–P     | Одзэки #1 востока 9–6      |
| 2018 | Одзэки #1 востока 8–7          | Одзэки #1 запада 9–6       | Одзэки #1 запада 3–6–6      | Одзэки #1 востока 10–5   | Одзэки #1 востока 12–3      | Одзэки #1 востока 8–4–3    |
| 2019 | Одзэки #1 запада 9–6           | Одзэки #1 запада 12–3      | Одзэки #1 востока 9–6       | Одзэки #1 востока 3–5–7  | Одзэки #1 запада 10–5       | Одзэки #1 востока 0–2–13   |
| 2020 | Одзэки #1 запада Отставка 5–10 | x                          | x                           | x                        | x                           | x                          |
| Результат приведен как победил-проиграл-снялся Победа Малый кубок Отставка Не выступал в макуути Специальные призы: Д=За боевой дух (Канто-сё); В=За выдающееся выступление (Сюкун-сё); Т=За техническое совершество (Гино-сё) Ещё показаны: ★=Кимбоси; P=Участие в дополнительном финале Лиги: Макуути — Дзюрё — Макусита — Сандаммэ — Дзёнидан — Дзёнокути Ранги макуути: Ёкодзуна — Одзэки — Сэкивакэ — Комусуби — Маэгасира |                                |                            |                             |                          |                             |                            |